# 天秤座ξ
天秤座ξ，又名BD-11 3827，HD 131530、SAO 158887、HR 5554，是天秤座的一颗恒星，视星等为5.8，位于銀經344.34，銀緯40.88，其B1900.0坐标为赤經14h 48m 57s，赤緯-11° 40.88′ 25″。